# Водопьянов, Фёдор Алексеевич
Фёдор Алексе́евич Водопья́нов (1915, Слоновка, Шарлыкский район — 1997, Москва) ― советский инженер и учёный, доктор технических наук, лауреат Ленинской премии.

## Биография
Окончил электротехнический факультет Ленинградского института киноинженеров. В 1937—1947 годах работал в Бюро изобретений Госплана СССР: инженер, ассистент, аспирант, с 1942 старший инженер-эксперт.
С 1947 года — в Радиотехническом институте АН СССР: старший инженер, с 1954 года старший научный сотрудник и начальник сектора.
Кандидат (1953 г.), затем доктор (1964 г.) технических наук. Профессор.
Ленинская премия 1959 года — за участие в создании синхрофазотрона на 10 ГэВ.